# エドゥアルト・シュライヒ (画家)
エドゥアルト・シュライヒ（Eduard Schleich、1812年10月14日 - 1874年1月8日）はドイツの画家である。同名の画家の息子、Eduard Schleich der Jüngere(1853–1893)と区別するために、Eduard Schleich der Ältereと称される。

## 略歴
バイエルン州のパッサウ郡のHaarbachで宮廷の役人の婚外子として生まれた。1823年からミュンヘンに住み、ミュンヘン美術院に入学することを望んだが、才能がないとされ、入学できなかった。エッツドルフ(Christian Ezdorf)やクリスティアン・モルゲンシュテルン、カール・ロットマンの作品を見て、独学で風景画を描きはじめた。オランダの風景画の巨匠の作品も学び、詩的な雰囲気の作風を作り上げた。
1851年にカール・シュピッツヴェークらとパリを訪れ、ルーブル美術館で巨匠の作品を学ぶ一方、フランスの新しい美術の動向にも触れた。
ミュンヘン美術院の教授となった他、ストックホルムの美術アカデミー、ウィーン美術アカデミーの会員に選ばれた。教えた学生にはチェコ出身のユリウス・マジャーク(Julius Mařák)がいる。
多くの風景画作品はミュンヘンのノイエ・ピナコテークに収蔵されている。1840年代から亡くなるまでしばしば、ミュンヘン郊外のダッハウの村に滞在した。1880年代になって、ミュンヘンで学んだ画家たちはダッハウ地区に集まるようになり、「ダッハウ芸術家村」(Künstlerkolonie Dachau)が形成されることになるがシュライヒは彼らの先駆者ともいえる。

## 作品

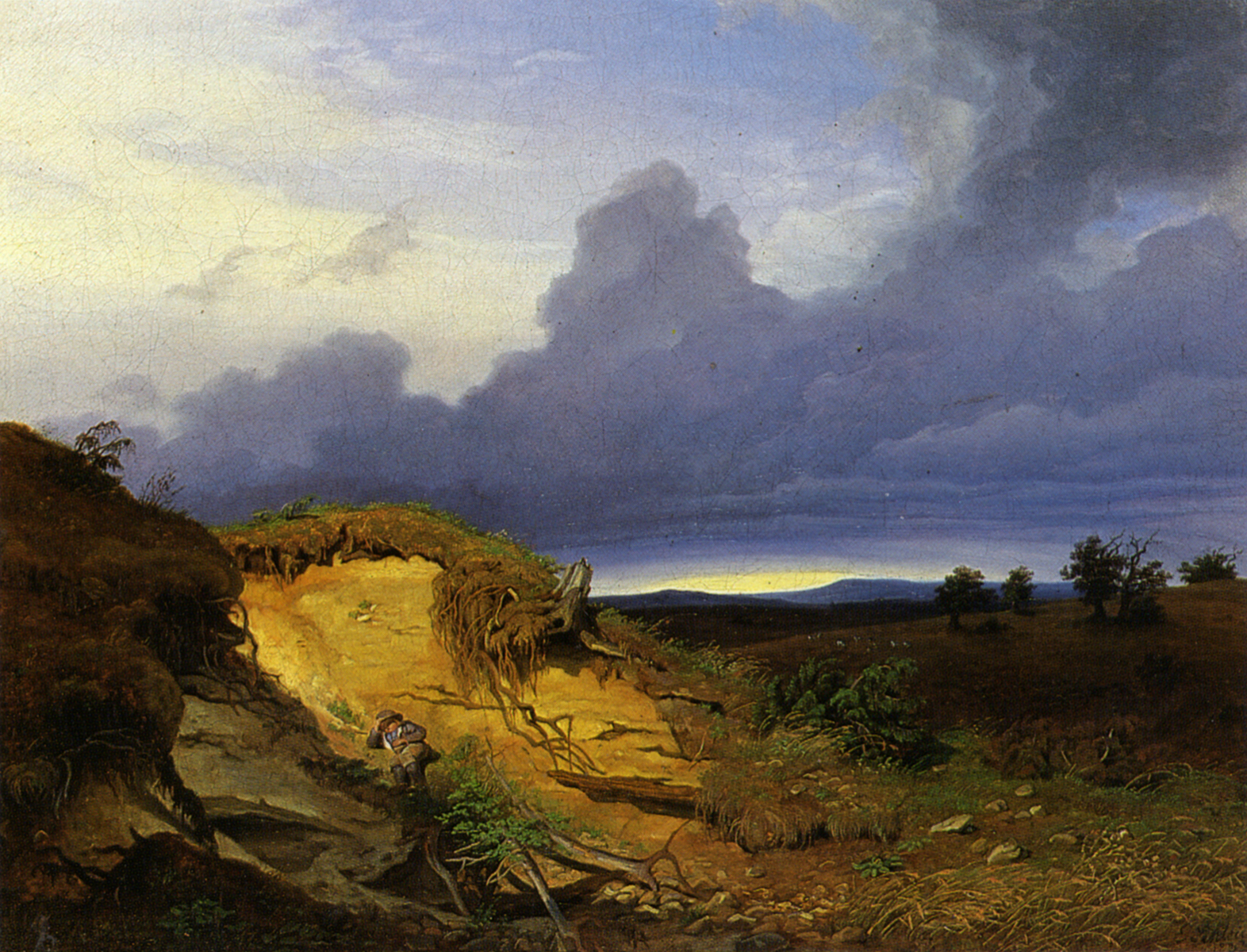
休憩する若者(1833)
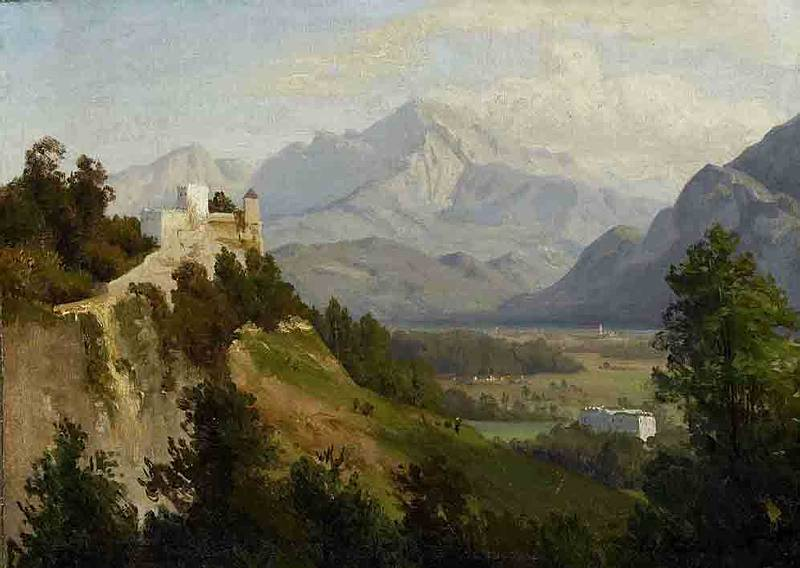
ホーアー・ゲルの眺め (c.1865)
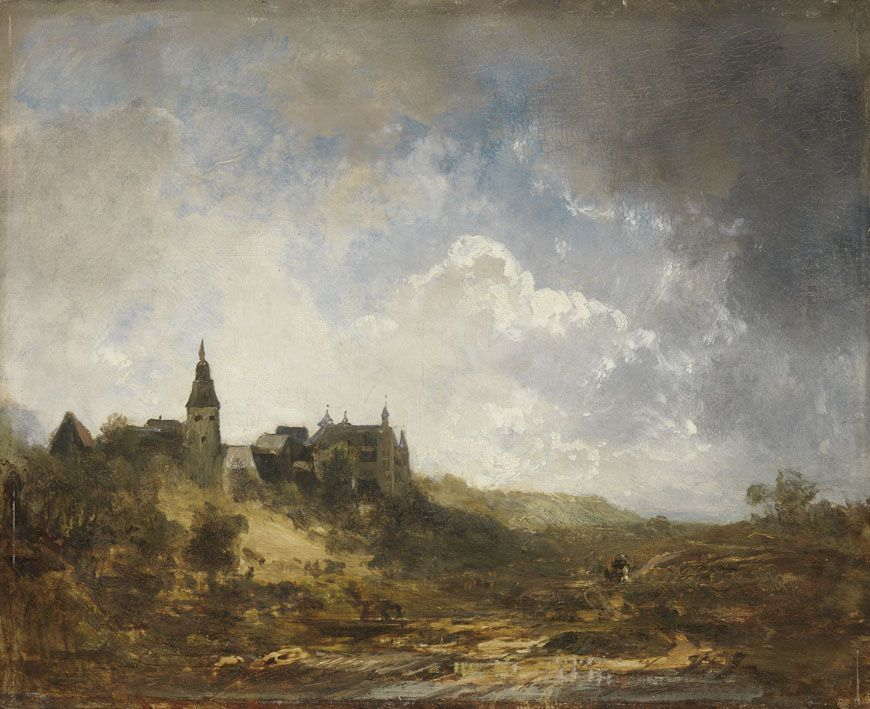
ギュンツブルクの城と教会 (c.1870)
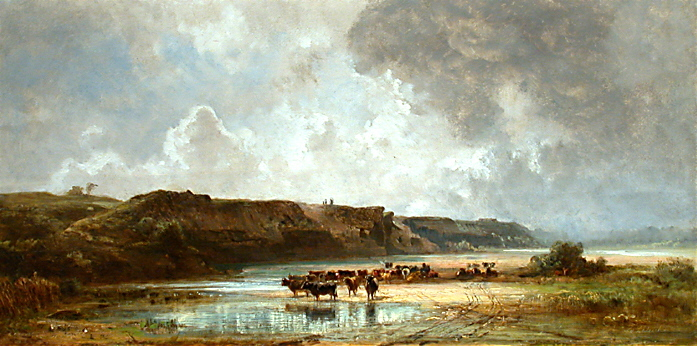
雷雨と水たまりの中の牛
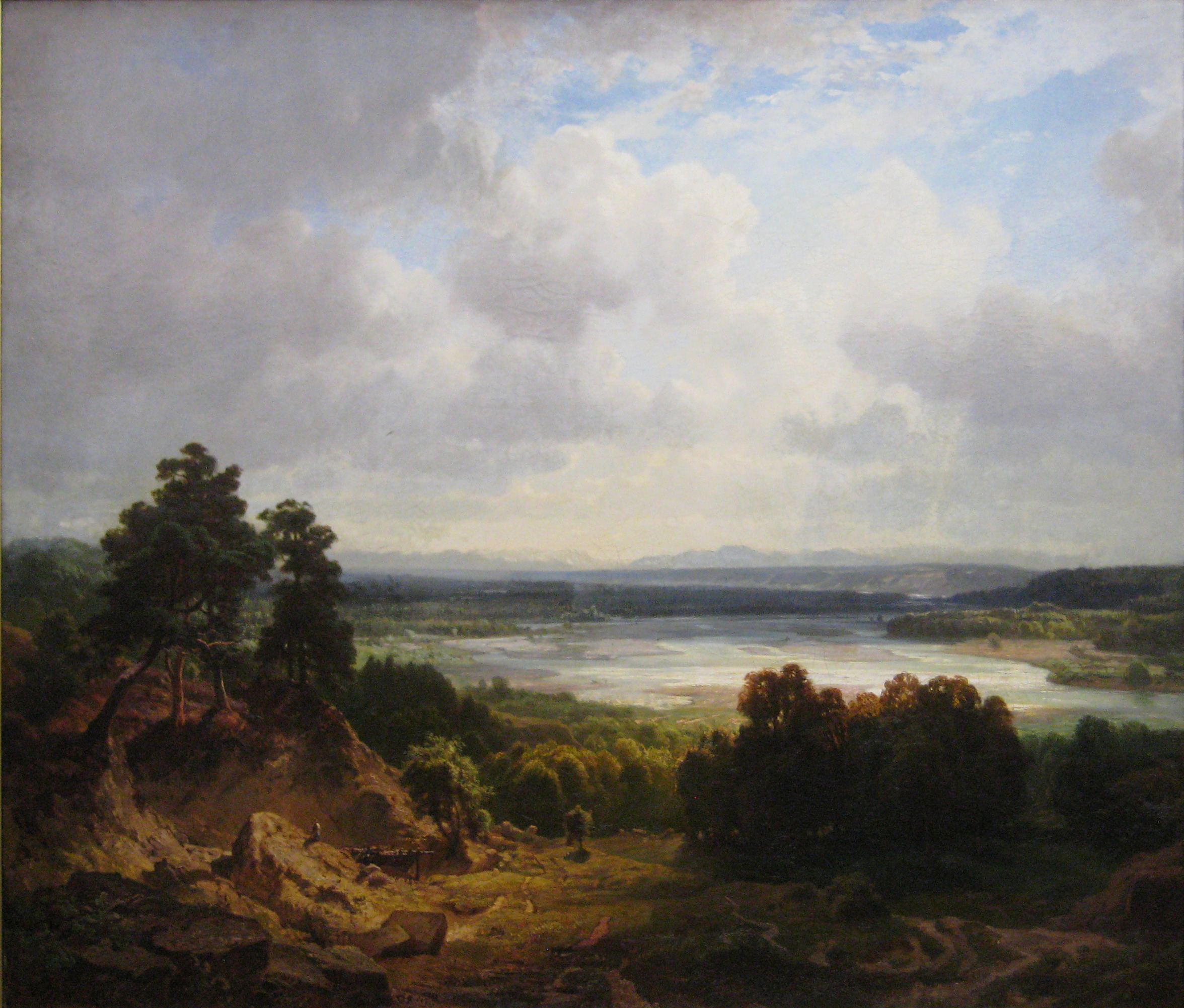
ミュンヘン近くのイザール川の風景(1858)
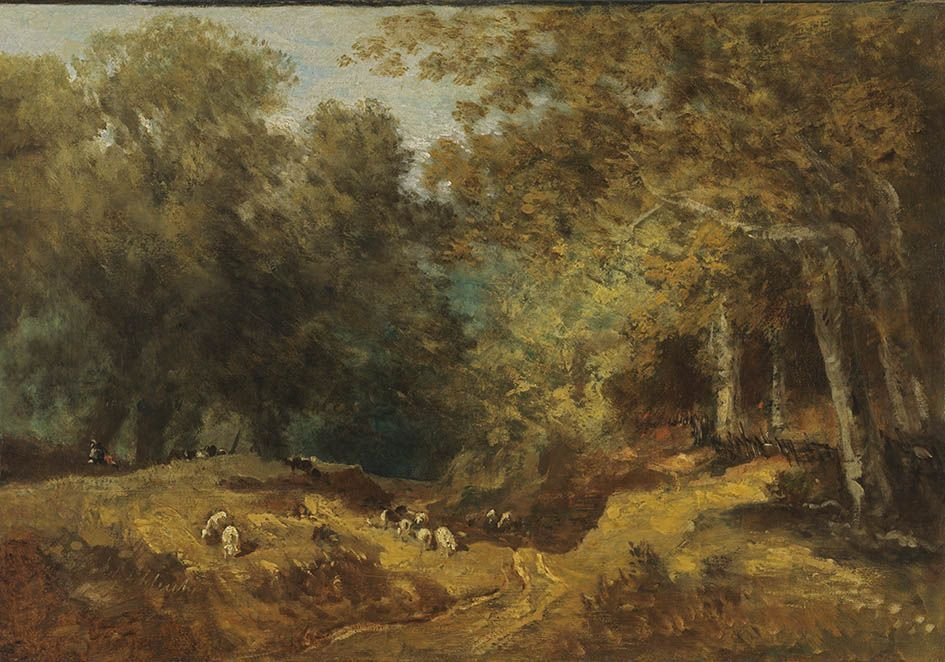
羊と羊飼いの群れのいる森の風景